# Unione Sportiva Lucchese Libertas 1970-1971
Questa pagina raccoglie le informazioni riguardanti l'Unione Sportiva Lucchese Libertas nelle competizioni ufficiali della stagione 1970-1971.

## Rosa
| N. |                   | Ruolo | Calciatore            |
| -- | ----------------- | ----- | --------------------- |
|    | Italia (bandiera) | C     | Mario Bergamaschi     |
|    | Italia (bandiera) | D     | Patrizio Berni        |
|    | Italia (bandiera) |       | Bianchi               |
|    | Italia (bandiera) | A     | Claudio Cagnazzo      |
|    | Italia (bandiera) | A     | Umberto Campioli      |
|    | Italia (bandiera) | D     | Francesco Cappellotto |
|    | Italia (bandiera) | C     | Dario Cavallito       |
|    | Italia (bandiera) |       | Chimenti              |
|    | Italia (bandiera) |       | Clerici               |
|    | Italia (bandiera) | A     | Giuseppe Fagni        |
|    | Italia (bandiera) | D     | Armando Francesconi   |
|    | Italia (bandiera) | D     | Enzo Giani            |

| N. |                   | Ruolo | Calciatore        |
| -- | ----------------- | ----- | ----------------- |
|    | Italia (bandiera) |       | Grilli            |
|    | Italia (bandiera) | C     | Paolo Lazzotti    |
|    | Italia (bandiera) | P     | Pier Luigi Masoni |
|    | Italia (bandiera) | C     | Marco Monari      |
|    | Italia (bandiera) | A     | Riccardo Mor      |
|    | Italia (bandiera) |       | Pacini            |
|    | Italia (bandiera) | A     | Mauro Pasqualini  |
|    | Italia (bandiera) | D     | Giancarlo Pomelli |
|    | Italia (bandiera) |       | Pucci             |
|    | Italia (bandiera) | C     | Vincenzo Russo    |
|    | Italia (bandiera) | C     | Francesco Volpato |